# Александровка (Рыбинский район, Ярославская область)
В Рыбинском районе есть деревня со схожим названием Александрова Пустынь, а в Ярославской области есть ещё две деревни Александровка, в Брейтовском и в Угличском районах.
Алекса́ндровка — деревня в Макаровском сельском округе Судоверфского сельского поселения Рыбинского района Ярославской области.
Деревня расположена на юго-западе поселения, с южной стороны железной дороги Рыбинск—Сонково, восточнее станции и крупного посёлка Тихменево и юго-западнее станции Просвет. Дорога в западном направлении через деревню Шушково выходит к восточной окраине Тихменево. Деревня стоит на правом, южном берегу реки Коровка, на противоположном берегу стоит деревня Каботово, к которой ведёт проселочная дорога вброд через Коровку. Через Каботово на восток дорога идёт к Харитоново, расположенной у железнодорожной станции Просвет. К востоку, на том же берегу, но ниже по течению стоит деревня Васькино. Южнее долины Коровки начинается заболоченный, ненаселенный лесной массив, за которым начинаются деревни Покровского сельского поселения. 
Деревня не указана на плане Генерального межевания Рыбинского уезда 1792 года.  
На 1 января 2007 года в деревне числилось 2 постоянных жителя. Почтовое отделение Харитоново обслуживает в деревне Александровка 22 дома. Улицы не именуются.